# Crataegus brevipes
Crataegus brevipes är en rosväxtart som beskrevs av Charles Horton Peck. Crataegus brevipes ingår i hagtornssläktet som ingår i familjen rosväxter. Inga underarter finns listade i Catalogue of Life.